# Franz Hengsbach
Franz Kardinal Hengsbach (* 10. September 1910 in Velmede; † 24. Juni 1991 in Essen) war ein römisch-katholischer Bischof und Kardinal. Er war der erste Bischof von Essen.

## Leben und Wirken

### Herkunft und Ausbildung
Franz Hengsbach wurde als erstes von acht Kindern der Eheleute Johann und Theresia Hengsbach geboren. Sein Onkel Konrad Hengsbach war von 1922 bis 1952 Pfarrer der Pfarrei St. Joseph in Gelsenkirchen-Schalke. Hengsbach besuchte von 1925 bis 1926 das Gymnasium Petrinum Brilon, ab 1926 bereitete er sich am Gymnasium Theodorianum in Paderborn auf das Abitur vor, welches er dort am 6. März 1931 absolvierte. Während dieser Zeit lebte er im Knabenseminar Liborianum zu Paderborn.
Nach dem Abitur trat Hengsbach in das Erzbischöfliche Theologenkonvikt Paderborn ein und studierte dort Philosophie und Katholische Theologie. 1933 wechselte er an die Universität Freiburg, wo er Mitglied der KDStV Hercynia Freiburg im CV wurde. Im Laufe seines Lebens wurde er noch (Ehren-)Mitglied der CV-Verbindungen VKDSt Saxonia Münster, AV Alsatia Münster, KDStV Elbmark Duisburg, KDStV Guestfalo-Silesia Paderborn, KDStV Nordmark Essen und KDStV Winfridia (Breslau) Münster.
1934 kehrte er nach Paderborn zurück. 1944 folgte die Promotion zum Dr. theol. an der Universität Münster bei Adolf Donders mit einer Dissertation über Das Wesen der Verkündigung – Eine homiletische Untersuchung auf paulinischer Grundlage.

### Kirchliche Laufbahn

#### Priesterweihe und Wirken in Paderborn
Am 13. März 1937 empfing Franz Hengsbach durch Erzbischof Caspar Klein in Paderborn die Priesterweihe und trat in diesem Jahr seine erste Stelle als Vikar in der Pfarrei St. Marien in Herne-Baukau an. Dort war er auch Seelsorger der polnischsprachigen Katholiken. Von 1946 bis 1948 stand er als Generalsekretär der Akademischen Bonifatius-Vereinigung vor und wirkte 1947 gleichzeitig als Generalsekretär zur Vorbereitung der deutschen Katholikentage und war Verantwortlicher für den 73. Deutschen Katholikentag 1949 in Bochum.
1948 wechselte Hengsbach an die Spitze des Erzbischöflichen Seelsorgeamtes des Erzbistums Paderborn, das er bis 1958 leitete. In diese Zeit fällt auch seine Wahl zum Generalsekretär des Zentralkomitees der deutschen Katholiken und die Ernennung zum Päpstlichen Hausprälaten im Jahr 1952 sowie die Ernennung zum Titularbischof von Cantanus und Weihbischof in Paderborn am 20. August 1953.

#### Bischofsweihe und Berufung nach Essen
Die Bischofsweihe durch den Paderborner Erzbischof Lorenz Jaeger fand am 29. September 1953 im Paderborner Dom statt; Mitkonsekratoren waren Weihbischof Friedrich Maria Rintelen und Bischof Wilhelm Weskamm von Berlin. Am 18. November 1957 wurde Hengsbach zum Bischof des neu gegründeten Bistums Essen berufen und am 1. Januar 1958 inthronisiert. Er initiierte den Neubau zahlreicher Kirchen, damit jeder Katholik fußläufig seine Kirche erreichen konnte.
Sein Bischofsring ist in der Essener Domschatzkammer ausgestellt. Ihn schmückt – anstatt eines Edelsteins – ein eingefasstes Stück Steinkohle. Damit drückte er seine Verbundenheit mit dem Ruhrgebiet aus.
1960 wurde Hengsbach von Papst Johannes XXIII. in die Konzilsvorbereitungskommission für Laienarbeit berufen. Neben seiner Funktion als Bischof von Essen war er von 1961 bis 1978 katholischer Militärbischof, seit 1968 gleichzeitig verantwortlich für die Seelsorge für Ersatzdienstleistende.
Hengsbach gründete die bischöfliche Pressestelle des Bistums Essen. Sie war zu ihrer Zeit die einzige im deutschsprachigen Raum.

Hengsbachs Kardinalswappen mit dem lateinischen Wahlspruch Eritis mihi testes („Ihr werdet meine Zeugen sein“)

#### Ernennung zum Kardinal und Abschluss des Lebenswerkes
1973 wurde Hengsbach zum Mitglied der römischen Kongregation für den Klerus und des Zentralkomitees für das Heilige Jahr berufen. Am 29. Mai 1988 gab Papst Johannes Paul II. seine Ernennung zum Kardinal bekannt; die Aufnahme als Kardinalpriester in das Kardinalskollegium erfolgte im Konsistorium vom 28. Juni 1988 in Rom. Seine Titelkirche Nostra Signora di Guadalupe a Monte Mario nahm er am 10. Dezember 1988 in Besitz.
Am 15. Juni 1987 entzog Hengsbach als Essener Bischof der Theologin und Theologieprofessorin Uta Ranke-Heinemann die Lehrbefugnis, nachdem sie das Dogma von der Jungfrauengeburt Jesu angezweifelt hatte. Sie hatte sich 1969 – als weltweit erste Frau – in katholischer Theologie habilitiert, wurde 1970 auch die erste Theologieprofessorin überhaupt und lehrte an der Universität-Gesamthochschule Essen. Ranke-Heinemanns Hauptthema war die Sexualmoral der katholischen Kirche. Sie vertrat die Auffassung, dass die Jungfrauengeburt nicht biologisch, sondern theologisch zu verstehen sei. Die Universität Essen richtet daraufhin für sie einen neuen Lehrstuhl für Religionsgeschichte ein.
Sein Rücktrittsgesuch, das nach den Bestimmungen des Codex Iuris Canonici jeder Bischof mit der Vollendung des 75. Lebensjahres einreicht, nahm Papst Johannes Paul II. erst nach fünf Jahren am 21. Februar 1991 an, was bei Kardinälen so üblich ist.

### Lebensabend und Nachfolge
Nach schwerer Krankheit starb Hengsbach in den frühen Morgenstunden des 24. Juni 1991 im Essener Elisabeth-Krankenhaus und wurde in der 1981 von Emil Wachter gestalteten Westkrypta (seit Dezember 2000 „Adveniat-Krypta“) des Essener Münsters beigesetzt. Sein Nachfolger auf dem Essener Bischofsstuhl wurde 1991 Hubert Luthe.

## Kritik
Uta Ranke-Heinemann wies auf seine Haltung zu Zölibat und Priestertum hin. Hengsbach hatte im Mai 1988 bei einer Priesterweihe die „aktuelle spektakuläre Forderung nach Aufhebung der Verbindung von Zölibat und Priestertum“ als eine „Krise des Glaubens“ bezeichnet. Glaubenskrise sei für ihn demnach wesentlich Zweifel am Zölibat. Seine Haltung zeige „in Wahrheit nur die Blindheit für die tatsächliche Not der Gegenwart“.
Der Essener Generalvikar Klaus Pfeffer sprach sich 2017 für eine „Entmythologisierung“ Hengsbachs aus: Er habe nicht nur Verdienste gehabt, sondern auch eine Atmosphäre der Angst verbreitet. Man könne großen Persönlichkeiten wie Hengsbach historisch nur gerecht werden, wenn man über Ambivalenzen rede.

## Vorwürfe sexuellen Missbrauchs
Im September 2023 wurde bekannt, dass die Kirche Vorwürfe gegen Hengsbach wegen sexueller Übergriffe untersuchte. Nach Pressemitteilungen des Bistums Essen und des Erzbistums Paderborn lagen in mindestens zwei Fällen Vorwürfe sexueller Gewalt gegen Hengsbach vor. 2011 war ein Vorwurf des sexuellen Missbrauchs gegen Hengsbach erhoben worden, dieser wurde aber 2014 zurückgezogen. Im Oktober 2022 meldete eine Frau beim Bistum Essen sexuelle Übergriffe durch Hengsbach, die im Jahr 1967 stattgefunden haben sollen, als Hengsbach Bischof von Essen war. Bei der Aufarbeitung dieses Vorgangs wurde ein weiterer Vorfall neu bewertet, der 2011 vom zuständigen Bistum Paderborn und der auch für Missbrauchsfälle zuständigen Kongregation für die Glaubenslehre der römischen Kurie zunächst abgewiesen worden war. Dabei handelte es sich um einen Fall sexuellen Missbrauch aus dem Jahr 1954 an einer damals 16-jährigen Jugendlichen, an dem der damalige Paderborner Weihbischof Hengsbach und dessen Bruder Paul, Priester des Bistums Paderborn, beteiligt waren. Das Bistum Paderborn hatte in einem 2010 gemeldeten Fall, der allein Paul Hengsbach betraf, nach einer anfänglichen Abweisung aufgrund einer Beschwerde und erneuter Prüfung 2019 und noch einmal 2022 Zahlungen an die Betroffene in Anerkennung ihres Leids geleistet. Die den Vorfall aus dem Jahr 1954 betreffenden Vorwürfe von 2011 wurden nochmals geprüft und als glaubwürdig bewertet. In beiden Fällen wurden die Anträge auf Anerkennung des Leids 2023 positiv beschieden.
Die sozialwissenschaftliche Studie des Bistums Essen „Aufarbeitung sexualisierter Gewalt im Bistum Essen: Fallbezogene und gemeindeorientierte Analysen“ aus dem Februar 2023 enthält keine Hinweise auf die Vorwürfe gegen Hengsbach. Demnach fielen die meisten Hinweise auf Taten in die 33-jährige Amtszeit von Hengsbach. In dieser Zeit habe es keine Regeln für den Umgang mit sexualisierter Gewalt durch Kleriker gegeben. Hengsbach ist der erste deutsche Kardinal, der unter Missbrauchsverdacht steht.

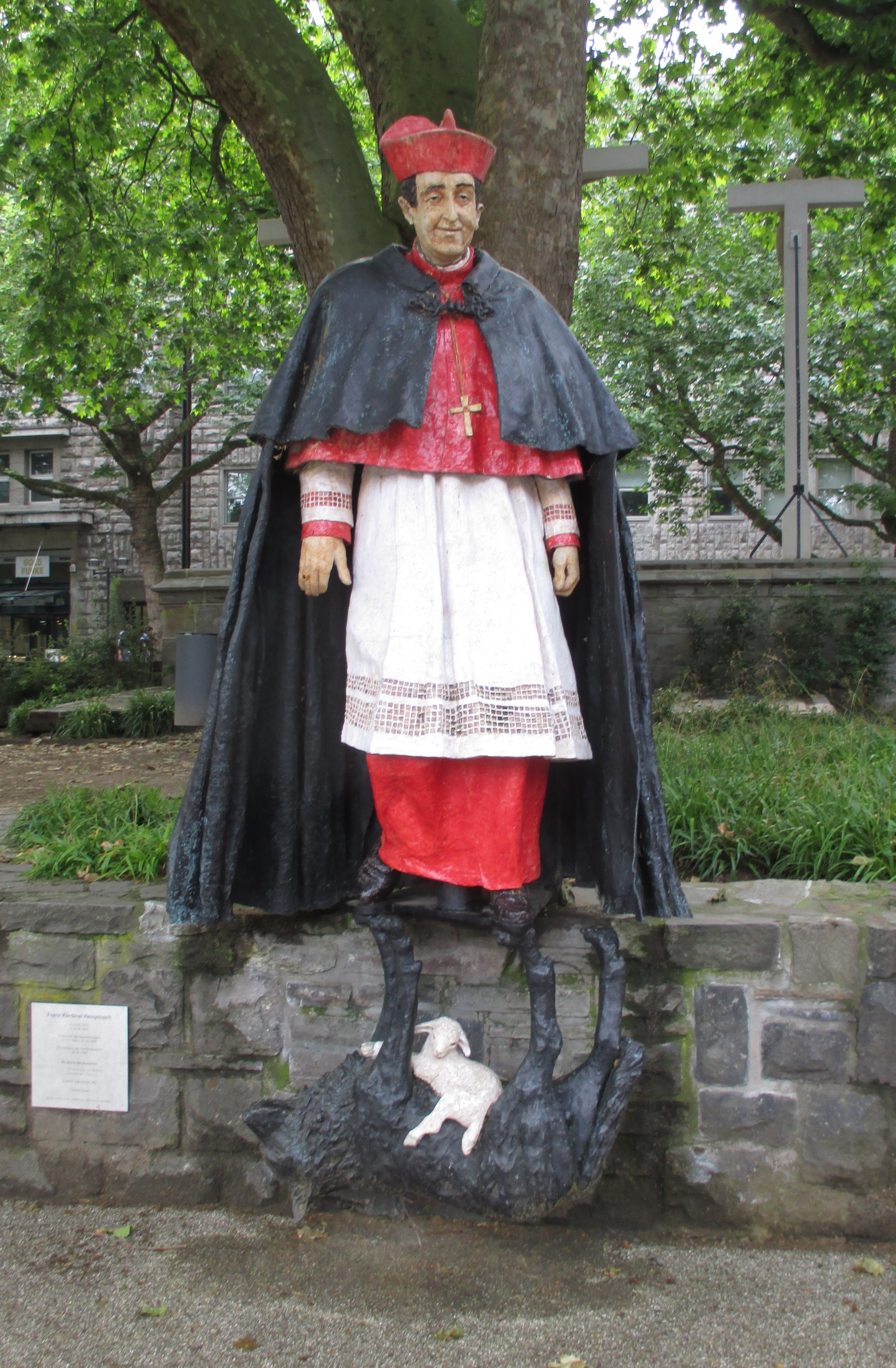
2011 errichtete Hengsbach-Statue auf dem Essener Domhof der Künstlerin Silke Rehberg, bemalte Keramik/Bronze, 2023 abgebaut

Am 25. September 2023 ließ das Bistum Essen die Hengsbach-Statue auf dem Domhof entfernen.
Der Bischof von Essen, Franz-Josef Overbeck, bat die Gläubigen in einem zum 24. September 2023 in allen Messen des Bistums Essen verlesenen Hirtenbrief um Entschuldigung für seine Fehler und räumte darin Versäumnisse ein. Er habe im Jahr 2011 die Vorwürfe gegen Hengsbach falsch eingeschätzt.
Im Zusammenhang mit den Missbrauchsvorwürfen forderten unter anderem der Essener Oberbürgermeister Thomas Kufen und die Initiative Maria 2.0 eine Umbenennung des Kardinal-Hengsbach-Platzes. Diese wurde am 24. Januar 2024 in Friedensplatz beschlossen. Die neue Beschilderung wurde am 28. März 2024 angebracht.
Im Dezember 2024 wurde bekannt, dass ein Mann mittleren Alters sich beim Bistum Essen gemeldet und den Verdacht geäußert hat, er sei ein Sohn Hengsbachs. Das Bistum schätzt die Angaben als glaubwürdig und plausibel ein, weswegen es dem Mann bei der Aufklärung seiner Abstammung behilflich sein will. Dies sollte auch eine Exhumierung des Verstorbenen beinhalten, um durch einen DNA-Test eine endgültige Klärung herbeizuführen; Medienberichten zufolge hatte die Stadt Essen aber die dafür notwendige Genehmigung nicht erteilen wollen, da eine Klärung auch mit Proben lebender Verwandter des Kardinals möglich sei und daher sowohl die Totenruhe als aus das postmortale Persönlichkeitsrecht des Verstorbenen geachtet werden müssten. Die noch lebenden Neffen des Kardinals seien aber nicht zur Abgabe von Proben bereit gewesen.

## Engagements und Mitgliedschaften

### Ritterorden vom Heiligen Grab
1954 wurde Hengsbach von Kardinal-Großmeister Nicola Kardinal Canali zum Ritter des Ritterordens vom Heiligen Grab zu Jerusalem ernannt und am 8. Dezember 1954 in der Ordenskirche St. Andreas in Köln durch Lorenz Jaeger, Großprior der deutschen Statthalterei, investiert, zuletzt im Rang eines Großkreuz-Ritters. Von 1975 bis 1991 war er Großprior der Deutschen Statthalterei. Für sein Wirken im Heiligen Land wurde er von Kardinal-Großmeister Maximilien de Fürstenberg 1979 mit der Goldenen Palme von Jerusalem ausgezeichnet.

### Entführung von Theo Albrecht
Am 29. November 1971 wurde Theo Albrecht, einer der beiden Aldi-Eigentümer, entführt. Die Entführung dauerte 17 Tage und fand erst mit der Übergabe von sieben Millionen Mark Lösegeld durch Franz Hengsbach ihr Ende. Zu der Lösegeldübergabe durch den Bischof kam es im Einvernehmen mit der Familie Albrecht. Der die Ermittlungen leitende Polizeipräsident von Essen, Hans Kirchhoff, hatte für Hengsbach 1968 den 82. Deutschen Katholikentag in Essen organisiert. Er sah im Essener Bischof den Menschen, der bei den Entführern das größte Vertrauen erwecken konnte. Hengsbach war 1988 wegen dieser Beteiligung kurzzeitig als Vermittler im Gladbecker Geiseldrama im Gespräch.

### Soziales Engagement für das Ruhrgebiet und Lateinamerika
Hengsbach galt als einer der einflussreichsten Theologen der Bundesrepublik; seine Verbundenheit mit den Menschen im Ruhrgebiet war allseits bekannt. Er galt als volksnah, besuchte Betriebe und kümmerte sich um die Belange der Bergleute. Als es die ersten Zechenstilllegungen gab, gründete er zur Überwindung der Strukturkrise mit Vertretern aus Wirtschaft und Gesellschaft den Initiativkreis Ruhrgebiet. Er trug damit maßgeblich zum Strukturwandel im Ruhrgebiet teil.
Hengsbach trug den Titel „Ehrenbergmann“ und „Bruder Franz“.
Von 1961 bis 1988 war Hengsbach Vorsitzender der Bischöflichen Aktion Adveniat, des Lateinamerika-Hilfswerks der katholischen Kirche in Deutschland. Das Bistum Essen war zu Hengsbachs Amtszeit Rechtsträger der Aktion. Geschäftsführer von Adveniat war von 1977 bis 1988 der Priester und spätere Bischof Emil Stehle, mit dem Hengsbach eng zusammenarbeitete. 2022 veröffentlichten die Deutsche Bischofskonferenz und Adveniat Ergebnisse von unabhängigen Untersuchungen, denen zufolge Stehle in mehreren Fällen durch Namenscodierungen, Tarnadressen und Unterhaltshilfen im Rahmen der bei Adveniat angesiedelten Koordinationsstelle Fidei Donum dafür gesorgt hat, dass wegen Sexualdelikten in Deutschland angeklagte Priester verdeckt in Lateinamerika bleiben konnten; Stehle habe selbst häufig vor allem jüngere, zum Teil noch minderjährige Mitarbeiterinnen sexuell bedrängt.

### Aussöhnung mit Polen
Hengsbach hatte bereits im Studium begonnen, Polnisch zu lernen, um für im Ruhrgebiet lebende Polen seelsorgerlich tätig werden zu können. Nach dem Zweiten Weltkrieg gehörte er zu den Mitgliedern des deutschen Episkopats, die Kontakte zur polnischen Bischofskonferenz aufbauten und auf die Aussöhnung zwischen Deutschen und Polen hinwirkten. In diesem Rahmen sprach er sich schon 1966 für die Anerkennung der Oder-Neiße-Grenze aus. Als 1981 in Polen das Kriegsrecht ausgerufen wurde, um die Solidarność-Bewegung niederzuschlagen, gründete er zur Unterstützung der notleidenden polnischen Bevölkerung das Hilfswerk „Hilfe für Polen“.

### Schallplattenveröffentlichung
Zum Heiligen Jahr 1975 veröffentlichte Hengsbach unter dem Titel Miteinander beten eine Reihe von Kurzmeditationen auf Schallplatte.

## Ehrungen

### Auszeichnungen

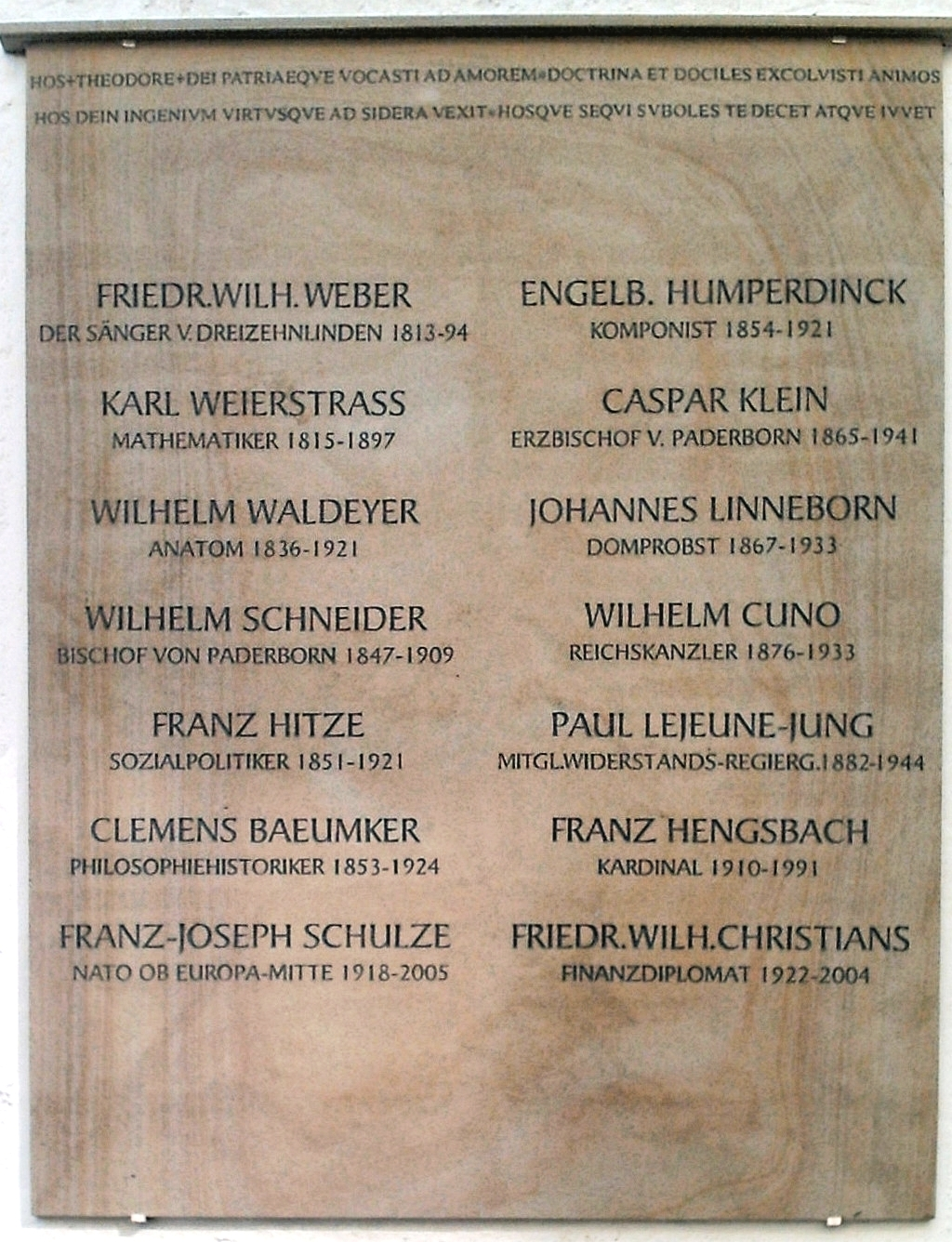
Hengsbachs Name auf der Ehrentafel ehemaliger Schüler des Gymnasiums Theodorianum in Paderborn (rechte Spalte, Zweiter von unten)

- 1969: Großes Verdienstkreuz mit Stern der Bundesrepublik Deutschland
- 1973: Großes Verdienstkreuz mit Stern und Schulterband der Bundesrepublik Deutschland
- 1979: Goldene Palme von Jerusalem
- 1984: Ehrenring der Stadt Essen
- 1985: Ehrenbürger der Ruhr-Universität Bochum
- 1987: Großes Goldenes Ehrenzeichen mit dem Stern für Verdienste um die Republik Österreich[33]
- 1987: Bürger des Ruhrgebiets
- 1989: erster Träger des Karl-Arnold-Preises
- 1990: Ehrenbürger der Universität-Gesamthochschule Essen[34]

### Ehrendoktorwürden
- 1968: Dr. theol. h. c. der Päpstlichen Universität Xaveriana in Bogotá (Kolumbien)
- 1974: Dr. iur. h. c. der Universität Navarra in Pamplona (Spanien)
- 1978: Dr. hum. h. c. der Päpstlichen Katholischen Universität von Puerto Rico

### Honorarprofessuren
- 1974: Honorarprofessor der Päpstlichen Katholischen Universität von Argentinien „Santa María de los Buenos Ayres“ (Argentinien)

### Kirchliche Ehrentitel
- 1952: Päpstlicher Hausprälat
- 1958: Ehrendomherr des Metropolitankapitels Paderborn
- 1964: Ehrendomherr des Domkapitels von Sens (Frankreich)
- 1967: Ehrenpräsident der Caritas Hongkong
- 1975: Großprior der Deutschen Statthalterei des Ritterordens vom Heiligen Grabe
- 1990: Ehren- und Devotions-Großkreuz-Bailli des Souveränen Malteserordens

### Sonstige Ehrungen
- In seiner Heimatgemeinde Velmede wurde nach ihm die Kardinal-Hengsbach-Brücke benannt.
- Zwischen 1994 und 2024: Kardinal-Hengsbach-Platz in Essen.
- Die Bischöfliche Tagungsstätte für Priesterfortbildung, Pastorale Bildung und Exerzitien im Bistum Essen trägt den Namen Kardinal-Hengsbach-Haus.
- Am 13. Oktober 2011 wurde auf dem Domhof des Essener Doms, nördlich des Essener Burgplatzes, ein Denkmal Hengsbachs enthüllt. Die kolorierte Bronzefigur, entworfen von der Bildhauerin Silke Rehberg aus dem Münsterland, wurde von der Alfried Krupp von Bohlen und Halbach-Stiftung und Evonik Industries finanziert.[35][36] Nach dem Bekanntwerden der Missbrauchsvorwürfe gegen Hengsbach wurde die Statue im September 2023 von ihrem Platz entfernt.[37]
- Hengsbach war Anhänger des FC Schalke 04.[38] Der Verein ernannte ihn zum Ehrenmitglied.[39]